# Interstate 110 (Mississippi)
Pour l’article homonyme, voir Interstate 110.
L'Interstate 110 est une autoroute inter-états de l'extrême sud du Mississippi. Elle relie l'Interstate 10 au centre-ville de Biloxi. Elle a une longueur de 4,10 miles (6,60 km) et est la plus courte autoroute inter-états du Mississippi. Au sud, l'I-110 passe par une série de ponts au-dessus du Golfe de Mexique.

## Description du tracé
L'I-110 débute à un échangeur avec la US 90 sur les rives du Golfe du Mexique à Biloxi. Les rampes depuis et vers la US 90 passent au-dessus du Golfe et de la plage. La route se dirige ensuite vers le nord comme autoroute à quatre voies à travers des secteurs résidentiels et commerciaux, L'autoroute croise Division Street. Plus au nord, l'I-110 croise la Baie de Biloxi vers D'Iberville. L'autoroute croise Rodriguez Street et continue au nord. L'I-110 atteint son terminus nord à un échangeur avec l'I-10 et la route se poursuit au-delà comme MS15 / MS 67.

## Histoire
Complétée à la fin des années 1980, c'est la dernière autoroute à avoir été numérotée I-110.
En 2012, le Mississippi Department of Transportation (MDOT) a débuté un projet pour prolonger l'I-110 au-delà du Sangani Boulevard pour se terminer à une intersection avec Brandon James Drive. Le prolongement inclut un nouvel échangeur avec Sangani Boulevard / Promanade Parkway. Le projet a été complété au milieu de 2013.

## Liste des sorties
| Interstate 110    |              |      |      |        |                                                                                       | |
| Comté             | Municipalité | mi   | km   | Sortie | Intersections / Destinations                                                          | Notes |
| Harrison          | Biloxi       | 0,00 | 0,00 | 1A-B   | US 90 – Gulfport, Keesler AFB, Ocean Springs                                          | Terminus sud de l'I-110 |
| Harrison          | Biloxi       | 0,63 | 1,01 | 1C     | Division Street                                                                       | Sortie direction sud, entrée direction nord |
| Harrison          | Biloxi       | 1,21 | 1,95 | 1D     | Bayview Avenue                                                                        | Sortie direction sud, entrée direction nord |
| Harrison          | D'Ibervile   | 2,48 | 3,99 | 2      | D'Iberville                                                                           | |
| Harrison          | D'Ibervile   | 3,63 | 5,84 | 3      | Popps Ferry Road / Big Ridge Road                                                     | Sortie direction nord, entrée direction sud |
| Harrison          | D'Ibervile   | 4,10 | 6,60 | 4      | I-10 – Pascagoula, Mobile, Gulfport, La Nouvelle-Orléans MS 15 (en) / MS 67 (en) nord | Terminus nord; indiqué sortie 4A (est, Pascagoula, Mobile) et 4B (ouest, Gulfport, La Nouvelle-Orléans); continue comme MS 15 / MS 67; sortie 46A-B de l'I-10 |
| - Accès incomplet |              |      |      |        |                                                                                       | |